# Louis Gay
Louis Gay, né le 23 août 1772 à Lyon dans le Rhône et mort le 7 mars 1838 à Mâcon, en Saône-et-Loire, est un général français de la Révolution et de l’Empire.

## Biographie
Il entre comme capitaine dans le 1er bataillon du Mont-Blanc — incorporé le 26 germinal an II dans la 5e demi-brigade provisoire qui devient par la suite le 18e régiment d'infanterie de ligne. Il fait les campagnes de 1793 à l'an III à l'armée des Pyrénées orientales, celles des ans IV, V et VI en Italie et en Suisse, et sert de l'an VII à l'an IX en Égypte et en Syrie, où il reçoit un coup de feu à la jambe droite. Il est fait chef de bataillon par le général en chef Menou le 11 prairial an IX, décision qui est confirmée par le Premier consul le 16 messidor an X.
Gay est nommé major au 35e régiment d'infanterie de ligne le 11 brumaire an XII, puis membre de la Légion d'honneur le 4 germinal suivant. Il sert ensuite en Hollande pendant les ans XII, XIII et XIV, et en Italie de 1806 à 1809. Colonel le 31 mars 1809 et chevalier de l'Empire avec dotation le 15 août, il prend le commandement du 79e régiment de ligne le 24 septembre suivant et stationne avec ce corps en Illyrie pendant l'année 1810. Passé à l'armée d'Espagne, il y fait les guerres de 1811 au commencement de 1814, intervalle au cours duquel il obtient la croix d'officier de la Légion d'honneur le 10 février 1813.
Il est promu par l'Empereur général de brigade le 26 février 1814. Le 20 mars de la même année, posté devant Caluire avec deux bataillons du 79e et un bataillon du 115e, il contient les efforts des troupes autrichiennes du prince de Cobourg et réussit à conserver sa position malgré la supériorité numérique des assaillants. Il reçoit à cette époque le titre de baron de l'Empire. Louis XVIII le fait chevalier de Saint-Louis le 20 août de la même année et le met en non-activité le 1er octobre suivant. Employé à l'organisation des gardes nationales de la 7e division militaire le 3 mai 1815, il passe à l'armée des Alpes le 10 du même mois, avant d'être replacé dans le cadre de non-activité le 1er septembre.
Compris comme disponible dans le cadre de l'état-major de l'armée le 30 décembre 1818, il est admis à la retraite le 1er janvier 1825. Il demeure dans cette position jusqu'à la révolution de 1830. Placé comme disponible dans le cadre d'activité des officiers généraux le 22 mars 1831, il est admis définitivement à la retraite le 1er janvier 1834. Il meurt le 7 mars 1838 à Mâcon, en Saône-et-Loire.